# Lateranski obelisk
Lateranski obelisk je najvišji stoječi staroegipčanski obelisk na svetu in največji obelisk v Italiji. V prvotnem stanju je tehtal 413 ton. Ko se je podrl, se je zlomil, zato je v sedanjem stanju 4 m nižji in tehta okoli 310 ton. Obelisk stoji nasproti bazilike sv. Janeza Lateranskega in bolnišnice San Giovanni Addolorata  v Rimu, Italija. 

## Zgodovina
Obelisk je prvotno stal v Amonovem templju v Karnaku,map Egipt. V zgodnjem 4. stoletju n. št. ga je rimski cesar Konstancij II.   skupaj s tako imenovanim Teodozijevim spomenikom odpeljal z ladjo po Nilu do Aleksandrije. Oba obeliska je nameraval odpeljati v Konstantinopel, novo prestolnico Rimskega cesarstva. Lateranski obelisk nikoli ni prispel tja.

### Circus Maximus
Obelisk je nekaj desetletij stal v Aleksandriji, dokler ni Konstancij II. na svojem edinem obisku v Aleksandriji leta 357 sklenil, da ga bo odpeljal v Rim. V Rimu so ga postavili v bližini obeliska Flaminio, ki ga je leta 10 pr. n. št. postavil cesar Avgust, da bi krasil spino Circusa Maximusa.map Oba obeliska sta na teh mestih stala do padca Zahodnega rimskega cesarstva v 5. stoletju, ko je bil Circus Maximus opuščen. Oba spomenika sta se kasneje podrla ali so jih morda podrli. Sčasoma ju je prekrilo blato in grušč majhnega potoka. 
Na rimskem podstavku Lateranskega obeliska je bilo še leta 1589 moč prebrati opis Konstancijevega prevoza in postavljanja obeliska in Konstancijevo posvetilo njegovemu očetu, napisano kot epigram na vseh štirih straneh podstavka.

### Piazza San Giovanni in Laterano
Čeprav so dele podrtega Tutmozovega obeliska odkrili že v 14. in 15. stoletju, so se resna izkopavanja začela šele pod papežem Pijem V. Tri dele Lateranskega obeliska so izkopali leta 1587. Restavriral jih je arhitekt  Domenico Fontana. Obelisk so ponovno postavili 9. avgusta 1588, vendar je bil približno 4 m krajši od prvotnega. Na mestu, kjer stoji, je  do leta 1538 stal konjeniški kip Marka Avrelija. Njegov kip so takrat prestavili na Piazza del Campidoglio na Kapitolu.
Na vrh obeliska so postavili križ, pedestal pa okrasili z napisom, ki opisuje obeliskovo egipčansko zgodovino, prevoz do Aleksandrije in Rima in krst Konstantina Velikega.

## Prva in druga lokacija
- ^  Tutmozov v Karnaku, Egipt: 25°43′7.46″N 32°39′26.64″E / 25.7187389°N 32.6574000°E
- ^  Lateranski na Circus Maximus v Rimu: 41°53′6.31″N 12°29′14.45″E / 41.8850861°N 12.4873472°E